# 長瀞騒動
長瀞騒動（ながとろそうどう）は、江戸時代に天領・出羽国村山郡（現・山形県東根市）で発生した騒動。長瀞質地騒動ともいう。享保7年（1722年）4月に発布された質流地禁止令をめぐって、同地の長瀞村の村民が質流れになった田畑を取り戻そうとして起きた、質地騒動といわれる一揆である。

## 騒動までの経緯
当時の長瀞村は、田畑を質入れした農民が多く、農村の分解が進行していた。債務者300余人に債権者46人、証文が320通で、債務者の借金総額は3980両、利子は年に2割から2割5分という状況だった。農地の質流れを禁止し、借金を返済すればすでに質流れとなった土地を農民に返却しなければならない質流地禁止令が出されたのは、そのような時期であった。
幕府直轄地である長瀞村にもこの法令は通達されなければならなかったのであるが、名主が村役人と相談して農民たちにはこれを伝えないことにした。質取主（債権者）の被る損害や、混乱、金銭の融通が困難になることなどを考えてのことであったが、同村の農民で農地を質入れしていた新兵衛と喜右衛門（きえもん）の2人が、下郷の飯田村でこの法令を知り、写しをとって村に帰り、他の村人たちと協議をした。
享保8年（1723年）1月に行われた協議では、田畑を質にとられて名子になったばかりの九助（きゅうすけ）や弥次郎といった者たちが中心人物となり、質入れした農地や質流れになった田地を取り返すため、村中の百姓の連判をとって名主につきつけることとなった。参加しない者は田地を奪い取って皆の酒代にすると脅して作成した連判状には380人が署名した。

## 質地騒動
同年2月7日、楯の内（たてのうち）村の利右衛門（りえもん）の家に集まった一同は、まず名主の新右衛門の元に押しかけ、同じく名主である総右衛門と長右衛門も呼び寄せて、質流地禁止令の布令が出ていることを確認させた。そして、田地を取り返し、利子の超過分を払い戻すよう詰め寄った。
名主たちは代官所の漆山陣屋に訴え出たが、同所にいた手代の返答は、代官の秋山彦太夫（あきやまひこだゆう）が江戸から陣屋にやってくるのは秋になるのでそれまで待ってもらえというものであった。それまで待てないと考えた長瀞村の村民380人は、同月11日、新右衛門の家に押し寄せ、要求どおりにするよう談判に及んだ。
代官所に鎮圧してもらうよう名主たちは願い出たが、400人近い村人たちを相手にできる武力が無いため、代官所の手代はまず13日に新兵衛たち中心人物に召喚状を出して交渉しようとするが誰も応じなかった。再度召喚するが、それに応じないばかりか彼らは46人の債権者の家から田畑の質入証文や流地の証文320通を強引に取り上げてしまった。中には質流れになっていた自分の田地をとり返しただけでなく、すでにその土地に新しく家屋を建てて居住していた債権者を追い出し、自分がその家に住んでしまう者までいた。
それに対し、債権者たちは名主・組頭の連署で正式に代官所へ訴えたことから、同月20日に代官手代の木村斧右衛門（おのえもん）が、事態を報告するため江戸に向かった。それを知った一揆勢は債権者のもとへ押し寄せ、あらかじめ用意した文句通りに書くように強要して、「借金の証文は双方話し合いの上で渡した」という証文を取り付けたが、債権者たちもそれが脅迫されて書いたものであることを代官所に訴え出ていた。
3月10日、代官の命をうけた手代の吉田貞七と宇野丹蔵が漆山に到着。債務者と債権者の双方から提出させた証文やその写しを調べ始めたが、取り上げた本証文の写しを差し出すようにという命令を、すでに話し合いで解決したことだからという理由で一揆勢は拒否した。再度の命令も聞かないばかりか、一揆勢は代官所を取り巻いて気勢を上げたので、吉田と宇野は債権者側の言い分を元にした調書だけを作成した。そして一揆勢に対して、質地証文をとりあげた理由を書き、それに本人の署名をして持参するよう命じた。一揆勢は、質流地禁止令に基づいて話し合いでなされたこと、自分たちの元に田地が戻ってきた上はしっかりと耕作し、年貢もそれ以外の諸役も務めるという口上書を書いて104人分の署名を集めて提出した。

## 一揆の鎮圧
宇野丹蔵が江戸に戻った後に出された4月1日付の召喚状には、名主の総右衛門ほか7名が債権者側の、新兵衛ほか10名が一揆側の首謀者として名があった。一方、幕府から出兵を命じられた出羽国山形藩の堀田正虎は、総勢500人以上の兵を繰り出し、召喚に応じなかった一揆首謀者の中の弥次郎以下5人を捕縛した。
4月21日に代官立会いのもとで下された判決は、新兵衛以下7名が磔・獄門などの極刑、長瀞村の村民で一揆に加担した者・連判状に名を連ねた者も、罪の重さに従って遠島・田畑没収・牢舎などの処罰を受け、軽いとみなされた91人には過料となった。その一方で、債権者側は全員無罪となった。
幕府は翌8年、同様の騒動が全国に拡大せぬよう禁止令を廃止した。これにより全国に大地主が現れるようになった。